# Passé récent
Das Passé récent (auch unmittelbare Vergangenheit genannt, alternative Bezeichnungen passé immédiat oder passé proche) ist eine Verbalperiphrase der französischen Sprache, sie entspricht der umgangssprachlich gebrauchten Vergangenheit.
Im Französischen wird es eher in der Umgangssprache verwendet. Die Schriftsprache verwendet das Imperfekt, das Perfekt oder das Präteritum.
Bildung: Personalform von venir im Präsens oder im Imperfekt + de + Infinitiv.
Beispiele:
- 1.Sg. Präsens: 	je viens de parler
- 2.Sg. Präsens: 	tu viens de parler
- 3.Sg. Präsens: 	il/elle/on vient de parler
- 1.Pl. Präsens: 	nous venons de parler
- 2.Pl. Präsens: 	vous venez de parler
- 3.Pl. Präsens: 	ils/elles viennent de parler

Beispielsatz: Elle vient de sortir un nouveau CD – „Sie hat gerade eine neue CD herausgebracht“.
Verwendung: Beschreibung der nahen Vergangenheit.